# マッシモ・トロイージ
マッシモ・トロイージ（Massimo Troisi, 1953年2月19日 - 1994年6月4日）はイタリア・ナポリ県出身の俳優、脚本家、映画監督。

## 略歴
サン・ジョルジョ・ア・クレマーノ出身。若いときからキャバレーをはじめとする舞台に立ち、イタリアのテレビ・舞台・映画で活躍した。
世界的に評価された『イル・ポスティーノ』で知られているが、トロイージはこの作品の脚本も手がけた。もともと心臓が悪く、『イル・ポスティーノ』制作時には即時手術が必要な状態であったが撮影を優先し、撮影終了から12時間後に41歳で死去した。死後、トロイージはこの作品においての演技と脚本に対して、第68回アカデミー賞でアカデミー主演男優賞とアカデミー脚色賞の2部門にノミネートされた。

## 作品リスト

### 監督作品
- 3からやりなおし Ricomincio da tre (1981)
- 遅くなってすみません Scusate il ritardo (1983)
- もう泣くしかない Non ci resta che piangere (ロベルト・ベニーニと共作、1984)
- 限りある神への道 Le vie del Signore sono finite (1987)
- 愛だと思っていたが一人乗りの馬車だった Pensavo fosse amore, invece era un calesse (1991)

### 主な出演作品
- もう泣くしかない Non ci resta che piangere (1984)
- 限りある神への道 Le vie del Signore sono finite (1987)
- スプレンドール Splendor (1989)
- BARに灯ともる頃 Che ora è? (1989)
- 愛だと思っていたが一人乗りの馬車だった Pensavo fosse amore, invece era un calesse (1991)
- イル・ポスティーノ Il Postino (1994)